# Chalcone briquenydan
Chalcone briquenydan is een vlinder uit de familie van de dikkopjes (Hesperiidae). De wetenschappelijke naam van de soort is voor het eerst geldig gepubliceerd in 1901 door Archibald Weeks.